# Rébellion de Zhong Hui
conquête du Shu par le Wei
Batailles
Yiling/Xiaoting - Campagne contre le Wu - Campagne du Sud - Hefei (231) - Hefei (233) - Expéditions de Zhuge Liang - Hefei (234) - Shiting - Liaodong - Offensive du Wu - Xingshi - Koguryo - Gaoping - Expéditions de Jiang Wei (Didao) - Dongxing - Hefei (253) - Shouchun - Cao Mao - chute du Shu - Zhong Hui - Chute du Wu
La Rébellion de Zhong Hui est une révolte contre le Royaume de Wei, initiée en 264 par le général Zhong Hui, avec l'aide de Jiang Wei, un général du Royaume de Shu. Ledit royaume de Shu venait juste d’être vaincu et annexé au Wei à la suite d'une campagne conduite par Zhong Hui. Zhong se pensait capable de s'opposer à Sima Zhao, le régent du Wei, et à Deng Ai, qui l'avait secondé dans sa conquête, pour créer un nouveau royaume sur les ruines du Shu. Lors du conflit qui s'ensuit, Deng Ai est tué avec son fils, pendant que les soldats de Zhong Hui se révoltent contre leur général.

## La situation
Deng Ai et Zhong Hui avaient tous les deux pris part à la conquête du Shu par le Wei en 263, agissant chacun de son côté, sans coordination. Ainsi, quand Zhong Hui lui avait demandé de marcher sur la forteresse du col de Jiange, Deng Ai avait préféré faire passer son armée par Yinping. Jiang Wei avait été surpris par l'attaque que Zhong avait lancé par l'est et avait redéployé toutes les troupes stationnée à Yinping pour contrer cette attaque. En conséquence, lorsque Deng Ai passe par Yinping, il trouve une région vide de toute troupe ennemie, ce qui lui permet d'arriver rapidement à Chengdu, la capitale du Shu et d'obtenir la reddition de Liu Shan, l'empereur du Shu.
Dans les mois qui suivent l'occupation du Shu, Zhong Hui commence à montrer des signes d'hubris, et à penser qu'il ne peut plus être sous les ordres de qui que ce soit. Face à ce changement d'attitude, Jiang Wei, toujours fidèle à Liu Shan, commence à élaborer un plan pour manipuler Zhong Hui et le pousser à la révolte. Le but de Jiang étant d'affaiblir les troupes du Wei, avant de tuer Zhong et prendre le contrôle de l'armée pour restaurer l'indépendance du Shu.

## La rébellion
Dans un premier temps, Zhong Hui cherche à créer la discorde en Sima Zhao et Deng Ai, en envoyant à la cour du Wei de fausses lettres prouvant que Deng fomente une rébellion. L'arrogance grandissante dont faisait preuve Deng Ai dans sa correspondance avec Sima Zhao devait aider Zhong Hui à parvenir à ses fins. Au début de l'année 264, Sima Zhao publie un décret par lequel il nomme Zhong Hui Ministre de l'intérieur et donne l'ordre à Zhong de capturer Deng Ai. Dans le même temps, il prend personnellement la tête d'une armée et quitte Luoyang, la capitale du Wei, pour Chengdu. Wei Guan (en), sur ordre de Zhong Hui, procède à l'arrestation de Deng Ai et de son fils Deng Zhong. Zhong espérait que Wei Guan serait tué pendant l'opération, ce qui aurait renforcé les fausses accusation contre Deng. Wei Guan fut plus efficace que prévu et réussit à capturer Deng Ai au milieu de la nuit.
Lorsqu'il apprend la nouvelle de l'arrivée de Sima Zhao à la tête d'une armée, Zhong Hui se déclare ouvertement en rébellion et fait de Jiang Wei son général en chef. Pendant les préparatifs de la révolte, Jiang Wei suggère à Zhong Hui d'exécuter tous les officiers de haut rang du Wei et d'inclure les soldats de Deng Ai dans la rébellion. En réalité, Jiang cherchait à affaiblir l'armée du Wei en prévision de la restauration du royaume de Shu. ne devinant rien du double jeu de son général en chef, Zhong Hui valide ce plan. Cependant, malgré les précautions des mutins, le général Hu Lie, son fils Hu Yuan, ainsi que les généraux Qiu Jian et Wei Guan, entendent parler de ce plan. Feignant d'être malades, ils s'échappent du palais où réside Zhong Hui et déclenchent une révolte au sein de l'armée du Wei. Zhong Hui, Jiang Wei leurs gardes personnelles respectives se retrouvent encerclé par les mutins et finissent massacrés.
Wei Guan, après avoir pris le contrôle de l'armée de Zhong Hui, ordonne l'exécution de Deng Ai et Deng Zhong. Effrayé par les éventuelles conséquences de son implication dans la capture de Deng, il préfère effacer toute trace. Peu de temps après, Wei Guan retourne auprès de Sima Zhao, pour se mettre ensuite au service de son fils Sima Yan et de la dynastie Jin que ce dernier fonde en 265 .

## La rébellion dans la culture populaire
La rébellion est décrite dans le Chapitre 119 du Roman des Trois Royaumes, un roman historique de Luo Guanzhong. Dans ce roman est inclus une anecdote populaire concernant le devenir du corps de Jiang Wei après la fin de la rébellion. Son corps aurait été mutilé et sa vésicule biliaire aurait été exposée, révélant un organe d'une taille démesurée, ce qui implique une folie téméraire. Elle est décrite avec une phrase maintenant utilisée comme proverbe: "膽大如斗 une vésicule biliaire de la taille d'un dou". Sa vésicule aurait été enterrée séparément de son corps et un tombeau se trouve à l'emplacement de sa prétendue sépulture.